# Gwendoline Lycett
Frances Gwendoline Lycett, gift Bontor, född 19 september 1880 i Kensington, London, död 6 maj 1954 i Virginia Water, Surrey, var en brittisk konståkare. Hon kom på femte och sista plats vid olympiska spelen 1908 i London i singel damer.